# Viola Allen
Viola Emily Allen, née le (27 octobre 1867 et morte le 9 mai 1948), est une comédienne de théâtre américaine et une actrice de film muets.
Elle a joué les rôles principaux dans des pièces de Shakespeare et plusieurs pièces originales. Elle a également joué dans une vingtaine de productions à Broadway entre 1885 à 1916.
Elle a également tourné dans des films muets à partir de 1915.

## Filmographie
- 1914 : The Scales of Justice
- 1915 : La Sœur blanche (The White Sister)
- 1919 : Open Your Eyes